# Рогалиха
Рогалиха — река в России, протекает по Тюменской области. Устье реки находится в 622 км по левому берегу Иртыша. Длина реки составляет 47 км.

## География и гидрология
Река берёт своё начало из озера Большое Карасье и течёт южном направлении, ниже по течению протекает через озеро Бенкульское (Верховое). Ниже этого участка общее направление речного русла меняется на восточное, несколько выше места впадения левобережного притока Черкашихи, направление течения меняется на северное. Ниже этого места на реке расположены населённые пункты вахтовый посёлок Гари, Усольцева, Карташи, Овсянникова.

## Данные водного реестра
По данным государственного водного реестра России относится к Иртышскому бассейновому округу, водохозяйственный участок реки — Иртыш от впадения реки Тобол до города Ханты-Мансийск (выше), без реки Конда, речной подбассейн реки — бассейны притоков Иртыша от Тобола до Оби. Речной бассейн реки — Иртыш.
Код объекта в государственном водном реестре — 14010700112115300012985.